# Петър Стоев
Петър Стоев Петров е български революционер, деец на Вътрешната македоно-одринска революционна организация.

## Биография
Петър Стоев е роден на 18 ноември 1876 година в Мустафапаша, тогава в Османската империя, днес Свиленград в България. Син е на Стою Петров и брат на Георги Стоев, също революционери от ВМОРО. Учи в Кюстендилското педагогическо училище, където членува в Младежкото македонско дружество.  През 1896 година завършва Кюстендилското училище, след което учителства в Ениджия и в родния си град. Същата година се присъединява към ВМОРО и става члена на първия революционен комитет в града. Участва в списването на нелегалния хектографски революционен вестник „Борец“. През пролетта на 1899 година минава в нелегалност, но през май е арестуван и заточен в Акия, където умира на 15 юли 1902 година. Според други източници е заловен при опит да убие шпионин от Лавка, Мустафапашанско през 1901 година.